# Bentonville
Bentonville är en stad (city) i Benton County i den nordvästligaste delen av den amerikanska delstaten Arkansas. Bentonville är administrativ huvudort (county seat) i Benton County. I staden ligger huvudkontoret för varuhuskedjan Wal-Mart.

## Källor

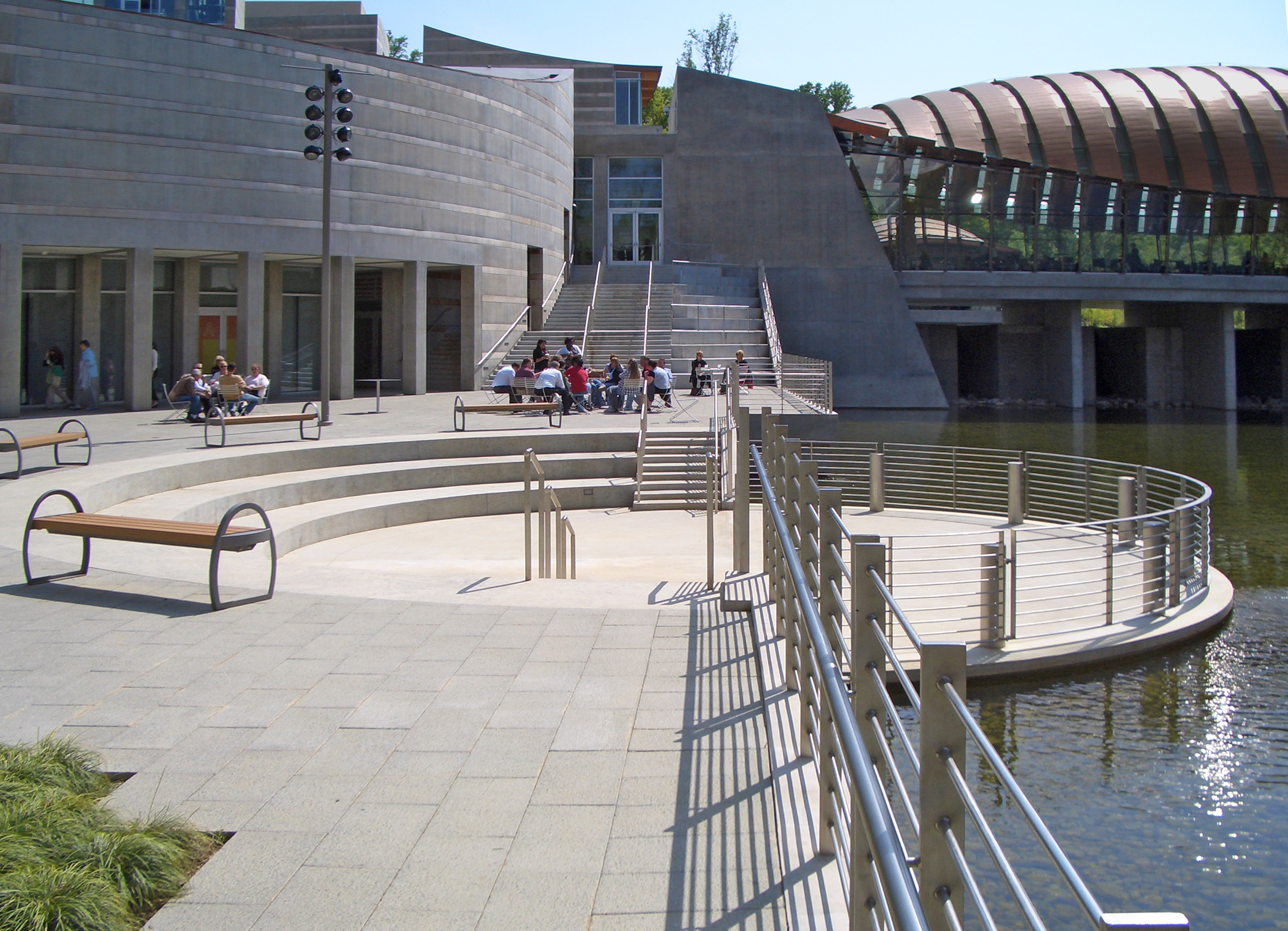
Crystal Bridges Museum of American Art.